# Coulonces (Orne)
Coulonces è un comune francese di 216 abitanti situato nel dipartimento dell'Orne nella regione della Normandia.

## Società

### Evoluzione demografica
Abitanti censiti